# حادث إطلاق نيران صديقة على طائرة بريطانية من النوع غازيل 1982
إحداثيات: 51°47′0.96″S 58°28′4.03″W / 51.7836000°S 58.4677861°W

في 6 حزيران/يونيه 1982، إبان حرب جزر فولكلاند، قام أسطول البحرية البريطاني المدمر رقم 42  اتش ام اس كارديف بالاشتباك مع الجيش البريطاني وتدمير  طائرتهم السمتية  التي تحمل الرقم التسلسلي  XX377, بنيران صديقة، لقي أربعة ركاب مصرعهم إثرها. كان ذلك نتيجة خطأ كارديف في التعرف على الطائرة الهليوكبتر المنتظرة من الطراز هرقل سي -130 والمحملة بالإمدادات للقوات الأرجنتينية المحتلة لجزر فولكلاند، حيث ظن انها تابعه للعدو. وبالرغم من ذلك ألقي باللوم في خسارة الهليوكبتر على تصرفات العدو، إلا أن التحقيق لاحقًا أثبت أن صاروخ كارديف كان هو السبب في ذلك.
في ليلة 5 يونيو، تمركز HMS كارديف في شرق الجزر لتوفير الدعم المدفعي للقوات البرية واعتراض طائرات العدو. في حوالي الساعة 02:00 تم الكشف عن طريق الرادار؛ طائرة غازيل تابعة للجيش ‏ البريطاني في القوات الجوية كانت تقوم بتوصيل الأفراد والمعدات إلى محطة إعادة بث الراديو في فوكلاند الشرقية. وبسبب سرعة دورة الإتصال، افترض طاقم غرفة عمليات كارديف أنها طائرة معادية. وتم إطلاق صاروخ Sea Dart ‏، وتدمير الهدف. تم اكتشاف الحطام وطاقم الغزال في صباح اليوم التالي، وكانت الخسارة تنسب إلى نيران العدو. على الرغم من الاشتباه في كارديف، إلا أن الاختبارات العلمية التي أجريت على حطام الطائرة أثبتت كانت غير حاسمة.
لم يتم إجراء أي تحقيق رسمي إلا بعد أربع سنوات من الحادثة. ودفاعا عن ادعائهم بأن خسران الطائرة كان أثناء الحرب، ذكرتوزارة الدفاع في المملكة المتحدة أنهم لم يرغبوا في «تسبب في المزيد من الألم للأقارب» بينما كانوا لا يزالون يحاولون التحقق من كيفية سقوط الغازيل. وأكد مجلس التحقيق أخيرا أن الجنود سقطوا بسبب نيران صديقة. وأوصت بأنه «لا ينبغي أن يعزى أي إهمال أو لوم إلى أي فرد» ، وبدل من ذلك حددت عدة عوامل منها: لم يكن هناك تواصل بين الجيش والبحرية فيما معناه أن لواء المشاه الخامس ‏ لم تخطر أي شخص بوجود طائرة الهليكوبتر. لم تكن البحرية قد أبلغت القوات البرية بأن كارديف غيرت موقعها لوضع كمين للطائرات الأرجنتينية التي كانت تسافر فوق المنطقة. تم إيقاف تشغيل جهاز إرسال هوية الهليكوبتر الصديق من المهاجم (IFF)، لأنه تسبب في التدخل في نظام صاروخ رابيير المضاد للطائرات التابع للجيش. أثارت النتائج التي توصل إليها مجلس التحقيق النقد في الانطباع الأول لوزارة الدفاع على الحادث.

## خلفية
في 2 أبريل 1982، تم غزو الأراضي البريطانية وراء البحار في جزر فوكلاند من قبل جارتها الأرجنتين والتي تبعد عن المملكة المتحدة ما يقرب من 8000 ميل (13000 كم) بعيدا، جمعت وأرسلت قوة بحرية من 28 ألف جندي ‏ لإعادة السيطرة على الجزر. انتهى النزاع في شهر يونيو مع استسلام القوات الأرجنتينية. راح ضحية تلك المعارك على الأرض، في البحر، وفي الهواء  أرواح 900 من الجنود البريطانيين والأرجنتين.
.

## References
1. ↑  National Archives. ADM 53/188995 (PDF). مؤرشف من الأصل (PDF) في 2017-03-29. اطلع عليه بتاريخ 2015-02-13.
2. ↑  Navy Command HQ. "Board of inquiry into the loss of AAC Gazelle XX377" (PDF). وزارة الدفاع. مؤرشف من الأصل (PDF) في 2008-11-25. اطلع عليه بتاريخ 2008-11-19.